# Jean-Julien Rojer
Jean-Julien Rojer (Willemstad, 25 augustus 1981) is een Nederlands tennisser van Curaçaose afkomst.

## Loopbaan
Rojer werd in 2005 prof en is vooral succesvol in het dubbelspel. Hij speelde sinds 1998 in de Davis Cup namens de Nederlandse Antillen en na de opheffing van de Nederlandse Antillen als land werd hij in 2012 speelgerechtigd voor het Nederlandse Davis Cupteam. Rojer kwam van 2012 tot 2024 voor Nederland uit in de Davis Cup en speelde ook wedstrijden in de Wereldgroep. 
Rojer verloor zijn eerste zes finales op de ATP-tour, waarvan de eerste vijf met zijn eerste Zweedse dubbelspelpartner Johan Brunström, alvorens hij vanaf 2010 zijn eerste hoofdprijzen binnensleepte. Zijn eerste titel won hij samen met zijn Amerikaanse dubbelspelpartner Eric Butorac op het ATP-toernooi van Tokio 2010. Met Butorac won hij daarna nog vier toernooien, waarna hij ging dubbelen met de Pakistaan Aisam-ul-Haq Qureshi. Met Qureshi won Rojer vier titels, waaronder het ATP-toernooi van Miami 2013. Op 5 juni 2014 won hij met de Duitse Anna-Lena Grönefeld het gemengd dubbelspel op Roland Garros.
Met ingang van 2014 dubbelt Rojer met de Roemeen Horia Tecau, met wie hij sindsdien zijn grootste successen vierde. In 2015 won hij onder meer het mannendubbelspel op Wimbledon en de World Tour Finals. In de zomer van 2017 wonnen zij samen het mannendubbelspel bij het US Open. Naast zijn twee grandslamtriomfen bereikte hij ook nog vijfmaal de halve finales op een grandslamtoernooi en heeft hij op ieder grandslamtoernooi minimaal al eens de halve eindstrijd bereikt. Rojer behaalde tot dusver 59 finales, waarvan hij er 36 won.
In 2022 won Rojer samen met Marcelo Arévalo uit El Salvador het mannendubbelspel op Roland Garros. Rojer kwam namens Nederland vier keer uit op de Olympische Spelen, in 2012, 2016, 2020 en 2024. Zijn beste resultaat op de Spelen is het bereikten van de tweede ronde in 2020 en 2024, met respectievelijk Wesley Koolhof en Robin Haase.

## Palmares
| Legenda                       | Legenda               |
| ----------------------------- | --------------------- |
| Grand Slam                    |                       |
| Olympische Spelen             |                       |
| tot 2009                      | vanaf 2009            |
| Tennis Masters Cup            | ATP Finals            |
| ATP Masters Series            | ATP Tour Masters 1000 |
| ATP International Series Gold | ATP Tour 500          |
| ATP International Series      | ATP Tour 250          |

### Mannendubbelspel
| Nr.                          | Datum             | Toernooi              | Ondergrond    | Partner                 | Tegenstanders in finale                   | Score                  |         |
| ---------------------------- | ----------------- | --------------------- | ------------- | ----------------------- | ----------------------------------------- | ---------------------- | ------- |
| gewonnen finales             |                   |                       |               |                         |                                           |                        |         |
| 1.                           | 10 oktober 2010   | ATP Tokio             | Hardcourt     | Eric Butorac            | Andreas Seppi Dmitri Toersoenov           | 6-3, 6-2               | details |
| 2.                           | 24 oktober 2010   | ATP Stockholm (1)     | Hardcourt (i) | Eric Butorac            | Johan Brunström Jarkko Nieminen           | 6-3, 6-4               | details |
| 3.                           | 1 mei 2011        | ATP Estoril (1)       | Gravel        | Eric Butorac            | Marc López David Marrero                  | 6–3, 6–4               | details |
| 4.                           | 21 mei 2011       | ATP Nice              | Gravel        | Eric Butorac            | Santiago González David Marrero           | 6-3, 6-4               | details |
| 5.                           | 2 oktober 2011    | ATP Kuala Lumpur      | Hardcourt (i) | Eric Butorac            | František Čermák Filip Polášek            | 6-1, 6-3               | details |
| 6.                           | 6 mei 2012        | ATP Estoril (2)       | Gravel        | Aisam-ul-Haq Qureshi    | Julian Knowle David Marrero               | 7-5 7-5                | details |
| 7.                           | 17 juni 2012      | ATP Halle             | Gras          | Aisam-ul-Haq Qureshi    | Treat Huey Scott Lipsky                   | 6-3, 6-4               | details |
| 8.                           | 31 maart 2013     | ATP Miami             | Hardcourt     | Aisam-ul-Haq Qureshi    | Mariusz Fyrstenberg Marcin Matkowski      | 6-4, 6-1               | details |
| 9.                           | 20 oktober 2013   | ATP Stockholm (2)     | Hardcourt (i) | Aisam-ul-Haq Qureshi    | Jonas Björkman Robert Lindstedt           | 6-2, 6-2               | details |
| 10.                          | 9 februari 2014   | ATP Zagreb            | Hardcourt (i) | Horia Tecău             | Michal Mertiňák Philipp Marx              | 3-6, 6-4, [10-2]       | details |
| 11.                          | 13 april 2014     | ATP Casablanca        | Gravel        | Horia Tecău             | Tomasz Bednarek Lukáš Dlouhý              | 6-2, 6-2               | details |
| 12.                          | 27 april 2014     | ATP Boekarest         | Gravel        | Horia Tecău             | Mariusz Fyrstenberg Marcin Matkowski      | 6-4, 6-4               | details |
| 13.                          | 21 juni 2014      | ATP Rosmalen          | Gras          | Horia Tecău             | Santiago González Scott Lipsky            | 6-3, 7-6(3)            | details |
| 14.                          | 3 augustus 2014   | ATP Washington        | Hardcourt     | Horia Tecău             | Samuel Groth Leander Paes                 | 7-5, 6-4               | details |
| 15.                          | 28 september 2014 | ATP Shenzhen          | Hardcourt     | Horia Tecău             | Samuel Groth Chris Guccione               | 6-4, 7-6(4)            | details |
| 16.                          | 5 oktober 2014    | ATP Peking            | Hardcourt     | Horia Tecău             | Julien Benneteau Vasek Pospisil           | 6-7(6), 7-5, [10-5]    | details |
| 17.                          | 26 oktober 2014   | ATP Valencia          | Hardcourt (i) | Horia Tecău             | Kevin Anderson Jérémy Chardy              | 6-4, 6-2               | details |
| 18.                          | 15 februari 2015  | ATP Rotterdam         | Hardcourt (i) | Horia Tecău             | Jamie Murray John Peers                   | 3-6, 6-3, [10-8]       | details |
| 19.                          | 12 juli 2015      | Wimbledon             | Gras          | Horia Tecău             | Jamie Murray John Peers                   | 7-6(5), 6-4, 6-4       | details |
| 20.                          | 22 november 2015  | ATP World Tour Finals | Hardcourt (i) | Horia Tecău             | Rohan Bopanna Florin Mergea               | 6-4, 6-3               | details |
| 21.                          | 8 mei 2016        | ATP Madrid (1)        | Gravel        | Horia Tecău             | Rohan Bopanna Florin Mergea               | 6-4, 7-6(5)            | details |
| 22.                          | 4 maart 2017      | ATP Dubai (1)         | Hardcourt     | Horia Tecău             | Rohan Bopanna Marcin Matkowski            | 4-6, 6-3, [10-3]       | details |
| 23.                          | 27 mei 2017       | ATP Genève            | Gravel        | Horia Tecău             | Juan Sebastián Cabal Robert Farah Maksoud | 2-6, 7-6(9), [10-6]    | details |
| 24.                          | 25 augustus 2017  | ATP Winston-Salem (1) | Hardcourt     | Horia Tecău             | Julio Peralta Horacio Zeballos            | 6-3, 6-4               | details |
| 25.                          | 8 september 2017  | US Open               | Hardcourt     | Horia Tecău             | Feliciano López Marc López                | 6-4, 6-3               | details |
| 26.                          | 3 maart 2018      | ATP Dubai (2)         | Hardcourt     | Horia Tecău             | James Cerretani Leander Paes              | 6-2, 7-6(2)            | details |
| 27.                          | 25 augustus 2018  | ATP Winston-Salem (2) | Hardcourt     | Horia Tecău             | James Cerretani Leander Paes              | 6-4, 6-2               | details |
| 28.                          | 12 mei 2019       | ATP Madrid (2)        | Gravel        | Horia Tecău             | Diego Schwartzman Dominic Thiem           | 6-2, 6-3               | details |
| 29.                          | 27 oktober 2019   | ATP Bazel             | Hardcourt (i) | Horia Tecău             | Taylor Fritz Reilly Opelka                | 7-5, 6-3               | details |
| 30.                          | 13 februari 2022  | ATP Dallas            | Hardcourt     | Marcelo Arévalo         | Lloyd Glasspool Harri Heliövaara          | 7–6(4), 6–4            | details |
| 31.                          | 20 februari 2022  | ATP Delray Beach (1)  | Hardcourt     | Marcelo Arévalo         | Oleksandr Nedovjesov Aisam-ul-Haq Qureshi | 6-2, 6-7(5), [10-4]    | details |
| 32.                          | 4 juni 2022       | Roland Garros         | Gravel        | Marcelo Arévalo         | Ivan Dodig Austin Krajicek                | 6–7(4), 7–6(5), 6–3    | details |
| 33.                          | 23 oktober 2022   | ATP Stockholm         | Hardcourt (i) | Marcelo Arévalo         | Lloyd Glasspool Harri Heliövaara          | 6–3, 6–3               | details |
| 34.                          | 14 januari 2023   | ATP Adelaide 2        | Hardcourt     | Marcelo Arévalo         | Ivan Dodig Austin Krajicek                | teruggetrokken         | details |
| 35.                          | 19 februari 2023  | ATP Delray Beach (2)  | Hardcourt     | Marcelo Arévalo         | Rinky Hijikata Reese Stalder              | 6–3, 6–4               | details |
| 36.                          | 13 augustus 2023  | ATP Montreal/Toronto  | Hardcourt     | Marcelo Arévalo         | Rajeev Ram Joe Salisbury                  | 6-3, 6-1               | details |
| verloren finales             |                   |                       |               |                         |                                           |                        |         |
| 1.                           | 13 juli 2008      | ATP Båstad            | Gravel        | Johan Brunström         | Jonas Björkman Robin Söderling            | 2–6, 2–6               | details |
| 2.                           | 9 mei 2009        | ATP Belgrado          | Gravel        | Johan Brunström         | Łukasz Kubot Oliver Marach                | 2–6, 6–7(3)            | details |
| 3.                           | 20 juni 2009      | ATP Rosmalen          | Gras          | Johan Brunström         | Wesley Moodie Dick Norman                 | 6–7(3), 7–6(3), [5–10] | details |
| 4.                           | 2 augustus 2009   | ATP Umag              | Gravel        | Johan Brunström         | František Čermák Michal Mertiňák          | 4–6, 4–6               | details |
| 5.                           | 27 september 2009 | ATP Boekarest         | Gravel        | Johan Brunström         | František Čermák Michal Mertiňák          | 2–6, 4–6               | details |
| 6.                           | 1 augustus 2010   | ATP Los Angeles       | Hardcourt     | Eric Butorac            | Bob Bryan Mike Bryan                      | 7–6(6), 2–6, [7–10]    | details |
| 7.                           | 20 februari 2011  | ATP Memphis           | Hardcourt (i) | Eric Butorac            | Maks Mirni Daniel Nestor                  | 2–6, 7–6(6), [3–10]    | details |
| 8.                           | 6 november 2011   | ATP Valencia          | Hardcourt (i) | Eric Butorac            | Bob Bryan Mike Bryan                      | 4-6, 6-7(9)            | details |
| 9.                           | 6 november 2012   | ATP Parijs            | Hardcourt (i) | Aisam-ul-Haq Qureshi    | Rohan Bopanna Mahesh Bhupathi             | 6-7(6), 3-6            | details |
| 10.                          | 24 februari 2013  | ATP Marseille         | Hardcourt (i) | Aisam-ul-Haq Qureshi    | Rohan Bopanna Colin Fleming               | 4-6, 6-7(3)            | details |
| 11.                          | 5 mei 2013        | ATP Oeiras            | Gravel        | Aisam-ul-Haq Qureshi    | Santiago González Scott Lipsky            | 3-6, 6-4, [7-10]       | details |
| 12.                          | 16 februari 2014  | ATP Rotterdam         | Hardcourt (i) | Horia Tecău             | Michaël Llodra Nicolas Mahut              | 2-6, 6-7(4)            | details |
| 13.                          | 17 januari 2015   | ATP Sydney            | Hardcourt     | Horia Tecău             | Rohan Bopanna Daniel Nestor               | 4-6, 6-7(5)            | details |
| 14.                          | 24 mei 2015       | ATP Nice              | Gravel        | Horia Tecău             | Mate Pavić Michael Venus                  | 6-7(4), 6-2, [8-10]    | details |
| 15.                          | 21 augustus 2016  | ATP Cincinnati        | Hardcourt     | Horia Tecău             | Ivan Dodig Marcelo Melo                   | 6-7(5), 7-6(5), [6-10] | details |
| 16.                          | 22 oktober 2017   | ATP Stockholm         | Hardcourt (i) | Aisam-ul-Haq Qureshi    | Oliver Marach Mate Pavić                  | 6-3, 6-7(6), [4-10]    | details |
| 17.                          | 29 april 2018     | ATP Barcelona         | Gravel        | Aisam-ul-Haq Qureshi    | Feliciano López Marc López                | 6-7(5), 4-6            | details |
| 18.                          | 4 november 2018   | ATP Parijs            | Hardcourt (i) | Horia Tecău             | Marcel Granollers Rajeev Ram              | 4-6, 4-6               | details |
| 19.                          | 17 februari 2019  | ATP Rotterdam         | Hardcourt (i) | Horia Tecău             | Jérémy Chardy Henri Kontinen              | 6-7(5), 6-7(4)         | details |
| 20.                          | 4 augustus 2019   | ATP Washington        | Hardcourt     | Horia Tecău             | Raven Klaasen Michael Venus               | 6-3, 3-6, [2-10]       | details |
| 21.                          | 24 oktober 2021   | ATP Antwerpen         | Hardcourt (i) | Wesley Koolhof          | Nicolas Mahut Fabrice Martin              | 0-6, 1-6               | details |
| 22.                          | 13 november 2021  | ATP Stockholm         | Hardcourt (i) | Aisam-ul-Haq Qureshi    | Santiago González Andrés Molteni          | 2-6, 2-6               | details |
| 23.                          | 26 februari 2022  | ATP Acapulco          | Hard          | Marcelo Arévalo         | Feliciano López Stéfanos Tsitsipás        | 5–7, 4–6               | details |
| gewonnen finales challengers |                   |                       |               |                         |                                           |                        |         |
| 1.                           | 23 mei 2004       | Fargʻona              | Hardcourt     | Raven Klaasen           | Harsh Mankad Aisam-ul-Haq Qureshi         | 6-3, 6-1               |         |
| 2.                           | 9 september 2006  | Constanța             | Gravel        | Konstantinos Economidis | Florin Mergea Horia Tecău                 | 7-6(1), 6-1            |         |
| 3.                           | 20 augustus 2006  | Manta                 | Hardcourt     | Eric Nunez              | Nicholas Monroe Horia Tecău               | 6-3, 6-2               |         |
| 4.                           | 26 november 2006  | Puebla                | Hardcourt     | Daniel Garza            | Bruno Echagaray Horia Tecău               | 6-7(6), 6-3, [10-7]    |         |
| 5.                           | 18 mei 2008       | Aarhus                | Gravel        | Dawid Olejniczak        | Frederik Nielsen Martin Pedersen          | 7-6(4), 2-6, [10-8]    |         |
| 6.                           | 6 juli 2008       | Córdoba               | Hardcourt     | Johan Brunström         | James Cerretani Dick Norman               | 6-4, 6-3               |         |
| 7.                           | 27 juli 2008      | Poznań                | Gravel        | Johan Brunström         | Santiago Giraldo Alberto Martín           | 4-6, 6-0, [10-6]       |         |
| 8.                           | 1 februari 2009   | Iquique               | Gravel        | Johan Brunström         | Pablo Cuevas Horacio Zeballos             | 6-3, 6-4               |         |
| 9.                           | 7 juni 2009       | Prostějov             | Gravel        | Johan Brunström         | Pablo Cuevas Dominik Hrbatý               | 6-2, 6-3               |         |
| 10.                          | 14 juni 2009      | Lugano                | Gravel        | Johan Brunström         | Pablo Cuevas Sergio Roltman               | walk-over              |         |
| 11.                          | 5 juli 2009       | Braunschweig          | Gravel        | Johan Brunström         | Brian Dabul Nicolás Massú                 | 7-6(2), 6-4            |         |

### Gemengd dubbelspel
| Nr.              | Datum       | Toernooi      | Ondergrond | Partner             | Tegenstanders in finale     | Score            |         |
| ---------------- | ----------- | ------------- | ---------- | ------------------- | --------------------------- | ---------------- | ------- |
| gewonnen finales |             |               |            |                     |                             |                  |         |
| 1.               | 5 juni 2014 | Roland Garros | Gravel     | Anna-Lena Grönefeld | Julia Görges Nenad Zimonjić | 4–6, 6–2, [10–7] | details |

## Resultaten grote toernooien
| Legenda | Legenda                          |
| ------- | -------------------------------- |
| g.t.    | geen toernooi gehouden           |
| l.c.    | lagere categorie                 |
| –       | niet deelgenomen                 |
| G       | uitgeschakeld in de groepsfase   |
| 1R      | uitgeschakeld in de eerste ronde |
| 2R      | uitgeschakeld in de tweede ronde |
| 3R      | uitgeschakeld in de derde ronde  |
| 4R      | uitgeschakeld in de vierde ronde |
| KF      | uitgeschakeld in de kwartfinale  |
| HF      | uitgeschakeld in de halve finale |
| F       | de finale verloren               |
| W       | het toernooi gewonnen            |
| w-v     | winst/verlies-balans             |

### Dubbelspel
| toernooi            | 2009 | 2010 | 2011 | 2012 | 2013 | 2014 | 2015 | 2016 | 2017 | 2018 | 2019 | 2020 | 2021 | 2022 | 2023 | 2024 |
| ------------------- | ---- | ---- | ---- | ---- | ---- | ---- | ---- | ---- | ---- | ---- | ---- | ---- | ---- | ---- | ---- | ---- |
| grandslamtoernooien |      |      |      |      |      |      |      |      |      |      |      |      |      |      |      |      |
| Australian Open     | –    | 3R   | HF   | 3R   | 3R   | 2R   | HF   | KF   | 3R   | 2R   | 1R   | 2R   | –    | 1R   | KF   | 3R   |
| Roland Garros       | 2R   | 1R   | 1R   | HF   | 3R   | 3R   | HF   | 2R   | 3R   | 1R   | KF   | 3R   | 3R   | W    | KF   |      |
| Wimbledon           | 2R   | 1R   | 2R   | 3R   | 3R   | 3R   | W    | 1R   | 1R   | 2R   | KF   | g.t. | 1R   | 1R   | 2R   |      |
| US Open             | 1R   | 1R   | 2R   | HF   | KF   | 3R   | KF   | 3R   | W    | 2R   | 1R   | HF   | 3R   | HF   | 3R   |      |
| ATP Finals          |      |      |      |      |      |      |      |      |      |      |      |      |      |      |      |      |
| ATP Finals          | –    | –    | –    | –    | G    | G    | W    | –    | G    | –    | G    | –    | –    | G    | –    |      |
| ATP Masters 1000    |      |      |      |      |      |      |      |      |      |      |      |      |      |      |      |      |
| Indian Wells        | –    | KF   | 1R   | 1R   | 1R   | 1R   | 1R   | 1R   | KF   | 2R   | KF   | g.t. | 2R   | 1R   | 1R   |      |
| Miami               | 1R   | 1R   | 1R   | 2R   | W    | 1R   | KF   | 1R   | 2R   | 2R   | 1R   | g.t. | 1R   | 1R   | 1R   |      |
| Monte Carlo         | –    | –    | 2R   | 1R   | KF   | 1R   | 2R   | 2R   | 2R   | 2R   | 1R   | g.t. | 1R   | HF   | KF   |      |
| Madrid              | –    | 1R   | –    | KF   | 2R   | 2R   | 2R   | W    | 1R   | 2R   | W    | g.t. | 2R   | –    | HF   |      |
| Rome                | –    | 1R   | 1R   | –    | 2R   | 1R   | KF   | 2R   | 1R   | 2R   | 1R   | 1R   | KF   | 1R   | 1R   |      |
| Montreal/Toronto    | –    | –    | 2R   | KF   | KF   | KF   | KF   | 2R   | 2R   | KF   | 2R   | g.t. | –    | KF   | W    |      |
| Cincinnati          | –    | –    | 2R   | KF   | 2R   | KF   | KF   | F    | KF   | HF   | 1R   | KF   | –    | KF   | 2R   |      |
| Shanghai            | –    | –    | 2R   | KF   | KF   | 2R   | 2R   | 2R   | HF   | 2R   | 2R   | g.t. | g.t. | g.t. | KF   |      |
| Parijs              | 2R   | –    | 2R   | F    | KF   | HF   | KF   | 2R   | HF   | F    | 1R   | 2R   | 1R   | 2R   | 2R   |      |
| Olympische Spelen   |      |      |      |      |      |      |      |      |      |      |      |      |      |      |      |      |
| Olympische Spelen   | g.t. | g.t. | g.t. | 1R   | g.t. | g.t. | g.t. | 1R   | g.t. | g.t. | g.t. | g.t. | 2R   | g.t. | g.t. | 2R   |
| statistieken        |      |      |      |      |      |      |      |      |      |      |      |      |      |      |      |      |
| titels per jaar     | 0    | 2    | 3    | 2    | 2    | 8    | 3    | 1    | 4    | 2    | 2    | 0    | 0    | 4    | 3    | 0    |
| eindejaarsranking   | 43   | 41   | 20   | 13   | 15   | 16   | 3    | 27   | 7    | 19   | 20   | 25   | 38   | 6    | 18   |      |

### Gemengd dubbelspel
| toernooi            | 2009 | 2010 | 2011 | 2012 | 2013 | 2014 | 2015 | 2016 | 2017 | 2018 | 2019 | 2020 | 2021 | 2022 | 2023 | 2024 |
| ------------------- | ---- | ---- | ---- | ---- | ---- | ---- | ---- | ---- | ---- | ---- | ---- | ---- | ---- | ---- | ---- | ---- |
| grandslamtoernooien |      |      |      |      |      |      |      |      |      |      |      |      |      |      |      |      |
| Australian Open     | –    | –    | –    | 1R   | 1R   | 1R   | 1R   | 2R   | 2R   | 2R   | 2R   | 2R   | –    | –    | 1R   |      |
| Roland Garros       | –    | –    | 1R   | –    | 2R   | W    | 2R   | 2R   | 2R   | 2R   | 1R   | g.t. | –    | 1R   | 1R   |      |
| Wimbledon           | 2R   | 1R   | 1R   | 1R   | HF   | –    | 2R   | 2R   | 2R   | KF   | 2R   | g.t. | KF   | 2R   | 2R   |      |
| US Open             | –    | –    | 2R   | KF   | 2R   | 1R   | –    | 1R   | –    | –    | –    | g.t. | –    | –    | KF   |      |
| Olympische Spelen   |      |      |      |      |      |      |      |      |      |      |      |      |      |      |      |      |
| Olympische Spelen   | g.t. | g.t. | g.t. | –    | g.t. | g.t. | g.t. | 1R   | g.t. | g.t. | g.t. | g.t. | –    | g.t. | g.t. |      |